# Türje, Zala
Türje  este un sat în districtul Zalaszentgrót, județul Zala, Ungaria, având o populație de 1.678 de locuitori (2011). 

## Demografie
Componența etnică a satului Türje
     Maghiari (89,78%)
     Romi (7,65%)
     Germani (1,43%)
     Necunoscut (0,48%)
     Români (0,66%)
     Alții (0,48%)
Componența confesională a satului Türje
     Fără religie (7,81%)
     Reformați (1,97%)
     Necunoscută (88,86%)
     Alte religii (1,37%)
Conform recensământului din 2011, satul Türje avea 1.678 de locuitori. Din punct de vedere etnic, majoritatea locuitorilor (89,78%) erau maghiari, existând și minorități de romi (7,65%) și germani (1,43%). Apartenența etnică nu este cunoscută în cazul a 0,48% din locuitori. Nu există o religie majoritară, locuitorii fiind persoane fără religie (7,81%) și reformați (1,97%). Pentru 88,86% din locuitori nu este cunoscută apartenența confesională.